# Kaniholma (vid Tykö, Salo)
Kaniholma är en ö i Finland. Den ligger i sjön Sahajärvi och i kommunen Salo i den ekonomiska regionen  Salo och landskapet Egentliga Finland, i den södra delen av landet, 110 km väster om huvudstaden Helsingfors. Öns area är 1,8 hektar och dess största längd är 210 meter i nord-sydlig riktning.